# Състояние
Състояние е абстрактен термин с много значения. В общия случай състоянието се определя като съвкупността от всичките характеристики на даден обект, които го разграничават и отличават от другите обекти.

## Свойства
Състоянието има следните свойства:
- то описва промените в свойствата на обекта;
- то е стабилно, докато върху обекта не бъде оказано действие на сили
- ако обектът попадне под действието на сили, то неговото състояние може да се промени

## Примери
Примери за състояние са:
- положението, в което се намира тялото на човека: лежане, седене, стоене, ходене, бягане;
- ментално състояние: сън, будност
- при физическите вещества: твърдо тяло, течност, газ
- в програмирането: набор от атрибути, определящи поведението на обекта
  - Един от начините за имплементиране на състояние е шаблонът за обекнто-ориентиран дизайн – Състояние.